# Consideration
Consideration è un brano musicale della cantante barbadiana Rihanna in collaborazione con la cantante statunitense SZA, è la traccia di apertura del suo ottavo album in studio Anti che è stato pubblicato il 29 gennaio 2016 dalla Westbury Road e dalla Roc Nation. Il giorno 8 dicembre 2017, Rihanna ha estratto Consideration come ottavo ed ultimo singolo da Anti, pubblicando sei remix inediti in streaming.

## Descrizione e pubblicazione
Consideration è stato scritto dalla stessa Rihanna, Solana Rowe e Tyran Donaldson. È stato prodotto da Donaldson con produzione vocale fatta da Kuk Harrell. Shea Taylor è stato responsabile per le tastiere, Carter Lang ha suonato l'organo e il basso synth, e Marcos Tovar è stato responsabile della registrazione vocale. Il brano è stato registrato al Jungle City Studios a New York City e missato a Larrabee Studios di Universal City. Consideration presenta la voce aggiuntiva della cantante statunitense SZA, che fa parte del Top Dawg Entertainment, una etichetta indipendente, con Donaldson. Ha pubblicato alcuni pezzi della traccia attraverso un post di Instagram. Per SZA, il brano le ricordava i film Pensieri pericolosi del 1995 «mescolato con il jodel» da Insidious del 2010.
Consideration è la traccia di apertura dell'album, con una durata di due minuti e quarantuno secondi, con Jeff Benjamin di Fuse considerandola «più un'introduzione dell'album che una propria canzone pop». È stato scritto in chiave Sol con un tempo di 145 battiti al minuto.

## Composizione
I testi di Consideration sono una dichiarazione di indipendenza, in cui Rihanna cerca di dimostrare «che è l'unica a controllare la ruota della sua carriera» che delinea «il suo valore di artista e il giro di affari.» Apre la canzone con «una metafora di Peter Pan, nella quale fa intendere di essere trattenuta dalla maturazione», e in cui canta: «Vengo svolazzando da Neverland [...] Perché non mi lasci mai crescere?» nel coro, canta senza mezzi termini: «Devo fare le cose al modo mio, caro» mentre anche si lamenta e chiede «in un gergo di spessore»: «Me lo lascerai mai fare? Mi rispetterai mai? No!» Durante la seconda strofa, «afferma che lei è attraverso l'interpretazione come l'avatar del mondo» chiedendo: «Caro ti dispiacerebbe dare al mio riflesso una pausa dal dolore che si sente ora?». Durante una parte canta in modo ribelle: «Lasciami coprire la tua merda col glitter, posso farla diventare oro.»
Il 24 febbraio 2018, Consideration è entrata nella Top Dance Club Songs.

## Esibizioni dal vivo
Durante i BRIT Awards 2016, Rihanna ha eseguito Consideration insieme a SZA come l'introduzione per la completa performance del singolo Work il 24 febbraio 2016. È stata la prima apparizione della cantante per promuovere l'album con una esibizione dal vivo. Consideration è stato anche incluso nella scaletta del suo tour mondiale. Josh Duboff di Vanity Fair ha elogiato le performance di Consideration e Needed Me, notando che entrambi «hanno preso più vita dal vivo di quanto sull'album, forse a causa del evidente passione di Rihanna a venderli.»

## Tracce
1. Consideration (MK Remix) – 3:55
2. Consideration (Dirty South Remix) – 3:38
3. Consideration (Mangal Suvaran Remix) – 3:26
4. Consideration (James Carter Remix) – 2:37
5. Consideration (Will Clarke Remix) – 3:44
6. Consideration (Stafford Brothers Remix) – 3:23

## Classifiche
| Classifica (2016) | Posizione massima |
| ----------------- | ----------------- |
| Francia           | 63                |
| Regno Unito       | 88                |
| Regno Unito (R&B) | 18                |
| Stati Uniti       | 113               |
| Svezia            | 72                |